# (34053) Carlquines
2000 OF38 (asteroide 34053) é um asteroide da cintura principal. Possui uma excentricidade de 0.12162440 e uma inclinação de 8.11009º.
Este asteroide foi descoberto no dia 30 de julho de 2000 por LINEAR em Socorro.